# Plawikan
Plawikan is een bestuurslaag in het regentschap Klaten van de provincie Midden-Java, Indonesië. Plawikan telt 3369 inwoners (volkstelling 2010).